# Panneau de signalisation de voie réservée aux véhicules lents en France
Le panneau de signalisation routière français circulaire à fond bleu, bordé d’un listel blanc et portant en son centre l'inscription "VEHICULES LENTS", indique aux usagers de véhicules lents l'obligation d'emprunter la voie qui leur est réservée et qui est matérialisée par un marquage au sol. Ce panneau est codifié B29.
Le panneau de fin de prescription est représenté par le même signal portant l'inscription "FIN DE VOIE VEHICULES LENTS". Il est codifié B49.

## Histoire
Le panneau de prescription B29, à fond bleu roi et comportant un texte, est apparu en 1955.
Il est modifié en 1977 avec l'ajout d'un listel blanc et le changement de la couleur bleue.
La spécificité "véhicules lents" est postérieure.

## Usage
Le marquage au sol matérialisant la voie lente doit être conforme à l'article 114-3 de la 7e partie de l'instruction sur la signalisation routière.
Pour signaler le début de la voie réservée aux véhicules lents, il convient d'implanter les panneaux suivants :
- En signalisation avancée, à 150 m du début de la voie réservée aux véhicules lents, un panneau C24a représentant le nombre de voies après la création de la voie et la reproduction du panneau B29, portant la mention « VÉHICULES LENTS », sur la flèche représentant cette voie. Le panneau C24a est complété par un panonceau de distance M1.

- En signalisation de position, un panneau B29 complété par un panonceau directionnel M3a1.

Pour signaler la fin de la voie réservée aux véhicules lents, il convient d'implanter un panneau B49, portant la mention « FIN DE VOIE VÉHICULES LENTS », au début du marquage de la fin de voie. Si la voie réservée se termine en biseau, le panneau B49, éventuellement surmonté d’un panneau A3a, est implanté au point situé à 200 mètres précédant le marquage de fin de voie. Ils sont suivis à 100 mètres d’un panneau AB3b. Un panneau AB3a accompagné du panonceau M9c est implanté au début du marquage de la fin de voie.
S'il est nécessaire d'interdire l'emprunt de la chaussée principale par les véhicules lents à l'occasion de leurs dépassements réciproques éventuels, il convient de placer au début de la voie un panneau B3a complété par un panonceau M4e portant la mention « VÉHICULES LENTS ».
Un panneau B34a est alors placé à l'extrémité de la voie.

## Caractéristiques
Il existe cinq gammes de dimensions de panneaux de prescription.

## Implantation

### Position
Les panneaux de prescription sont placés au voisinage immédiat de l'endroit où la prescription commence à s'imposer. Ils doivent être répétés après chaque intersection autre que celles avec des voies privées non ouvertes à la circulation publique ou des chemins de terre.

### Distance du bord de chaussée
Sauf contrainte de site, la distance entre l'aplomb de l'extrémité du panneau situé du côté de la chaussée et la rive voisine de cette extrémité ne doit pas être inférieure à 0,70 m.
En rase campagne, les panneaux sont placés en dehors de la zone située en bord de chaussée et traitée de telle façon que les usagers puissent y engager une manœuvre de redirection ou de freinage dite « zone de récupération », ou leur support au minimum à 2 m du bord voisin de la chaussée, à moins que des circonstances particulières s'y opposent (accotements étroits, présence d'une plantation, d'une piste cyclable, d'une voie ferrée, etc.).
En agglomération, les panneaux sont placés de manière à minimiser la gêne des piétons.
Le support d'un signal peut aussi être implanté sur une propriété riveraine ou ancré à une façade après accord du propriétaire ou par application si cela est possible en vertu du décret-loi du 30 octobre 1935 et du décret 57180 du 16 février 1957.

### Hauteur au-dessus du sol
En rase campagne, la hauteur règlementaire est fixée en principe à 1 m (si plusieurs panneaux sont placés sur le même support), cette hauteur est celle du panneau inférieur, hauteur assurant généralement la meilleure visibilité des panneaux frappés par les feux des véhicules. Elle peut être modifiée compte tenu des circonstances locales soit pour assurer une meilleure visibilité des panneaux, soit pour éviter qu'ils masquent la Circulation.
En agglomération, lorsqu’il y a un éclairage public, les panneaux peuvent être placés à une hauteur allant jusqu'à 2,30 m pour tenir compte notamment des véhicules qui peuvent les masquer, ainsi que de la nécessité de ne gêner qu'au minimum la circulation des piétons.

### Position de la face
Le plan de face avant d'un panneau implanté sur accotement ou trottoir doit être légèrement incliné de 3 à 5° vers l'extérieur de la route afin d'éviter le phénomène de réflexion spéculaire qui peut, de nuit, rendre le panneau illisible pendant quelques secondes.

## Visibilité de nuit
Les panneaux et panonceaux de signalisation doivent être visibles et garder le même aspect de nuit comme de jour. Les signaux de danger sont tous rétroréfléchissants ou éventuellement dans certaines conditions, éclairés.
Les revêtements rétroréfléchissants doivent avoir fait l'objet, soit d'une homologation, soit d'une autorisation d'emploi à titre expérimental. La rétroréflectorisation porte sur toute la surface des panneaux et panonceaux à l'exception des parties noires.

#### Arrêté du 24 novembre 1967 et Instruction Interministérielle sur la Signalisation Routière (versions actualisées)
- Arrêté du 24 novembre 1967 relatif à la signalisation des routes et autoroutes, 58 p. (lire en ligne)
- Instruction Interministérielle sur la Signalisation Routière 1re partie : Généralités, 58 p. (lire en ligne)
- Instruction Interministérielle sur la Signalisation Routière 4e partie : Signalisation de prescription, 45 p. (lire en ligne)

#### Histoire de la signalisation
- Marina Duhamel-Herz, Un demi-siècle de signalisation routière : naissance et évolution du panneau de signalisation routière en France, 1894-1946, Paris, Presses de l’École nationale des Ponts et Chaussées, décembre 1994, 151 p. (ISBN 2-85978-220-6)
- Marina Duhamel-Herz et Jacques Nouvier, La signalisation routière en France : de 1946 à nos jours, Paris, AMC Éditions, novembre 1998, 302 p. (ISBN 2-913220-01-0)